# 1461 Jean-Jacques
1461 Jean-Jacques je asteroid glavnog asteroidnog pojasa. Približan promjer asteroida je 32,94 km, a srednja udaljenost asteroida od Sunca je 3,125 astronomskih jedinica (AJ).
Inklinacija (nagib) orbite u odnosu na ravan ekliptike je 15,33°, a ophodno vrijeme je 2017,80 dana (5,52 godine). Ekscentricitet orbite asteroida je 0,0449.
Apsolutna magnituda asteroida je 10,01 a geometrijski albedo 0,161.
Asteroid je otkrila Marguerite Laugier 30. prosinca 1937. godine na opservatoriju u Nici.

## Vanjske poveznice
- JPL stranica
- Orbitalni elementi asteroida s orbitom bliskom Zemlji  Arhivirana inačica izvorne stranice od 9. srpnja 2009. (Wayback Machine)
- Asteroidi i male planete

… | 1460 Haltia | 1461 Jean-Jacques | 1462 Zamenhof | …